# Birgitte Hjort Sørensen
Birgitte Hjort Sørensen (Hillerød, 16 gennaio 1982) è un'attrice danese.
Debuttò nel 2005 nella serie televisiva The Eagle, mentre a teatro ebbe successo nella produzione danese e poi britannica del musical Chicago. Ha raggiunto fama internazionale recitando nel ruolo della giornalista Katrine Fønsmark nella serie televisiva Borgen - Il potere.

## Biografia
Figlia minore di una coppia di medici, Brigitte Hjort Sørensen crebbe a Birkerød e studiò presso la Danish National School of Performing Arts. Nel 2007 interpretò la protagonista Roxie Hart nel musical Chicago presso lo Det Ny Teater di Copenaghen. Lo spettacolo ottenne un forte successo tra la critica e il pubblico, riscuotendo i migliori incassi della stagione. Per il suo ruolo l'attrice vinse il premio teatrale danese Reumert. L'anno successivo riprese il medesimo ruolo al Cambridge Theatre del West End.
Nel 2010 Sørensen si fece conoscere globalmente con il ruolo della giornalista Katrine Fønsmark nella serie Borgen - Il potere, che ottenne grandi apprezzamenti soprattutto dalla stampa britannica. Nel 2009 recitò nella pellicola Ved verdens ende con Nikolaj Lie Kaas e Nikolaj Coster-Waldau, grazie alla quale ottenne la sua prima candidatura al premio Robert. Tre anni più tardi vestì i panni della pittrice danese Marie Krøyer nell'omonimo film biografico, ricevendo una seconda candidatura al medesimo premio. Nel 2013 ottenne il ruolo di Virgilia in una produzione londinese del Coriolano, recitando al fianco di Tom Hiddleston.
Nel 2015 ebbe un cameo nella quinta stagione della serie fantasy Il Trono di Spade e prese parte al film Pitch Perfect 2. L'anno seguente comparve nella serie Vinyl e debuttò a Broadway in una produzione di Les Liaisons Dangereuses. Nel 2022 è ritornata per la quarta stagione di Borgen.

## Filmografia

### Cinema
- Kandidaten, regia di Kasper Barfoed (2008)
- Anja & Viktor - I medgang og modgang, regia di Søren Frellesen (2008)
- Ved verdens ende, regia di Tomas Villum Jensen (2009)
- Sandheden om mænd, regia di Nikolaj Arcel (2010)
- Magi i luften, regia di Simon Staho (2011)
- Julie, regia di Linda Wendel (2011)
- Marie Krøyer, regia di Bille August (2012)
- Automata (Autómata), regia di Gabe Ibáñez (2014)
- In ordine di sparizione (Kraftidioten), regia di Hans Petter Moland (2014)
- En du elsker, regia di Pernille Fischer Christensen (2014)
- Pitch Perfect 2, regia di Elizabeth Banks (2015)
- Estate '92 (Sommeren '92), regia di Kasper Barfoed (2015)
- 3 ting, regia di Jens Dahl (2017)
- Underverden II, regia di Fenar Ahmad (2022)

### Televisione
- Ørnen: En krimi-odyssé - serie TV, episodio 2x08 (2005)
- Maj & Charlie - serie TV, episodio 1x02 (2005)
- Borgen - Il potere – serie TV, 38 episodi (2010-2022)
- Bluestone 42 - serie TV, episodio 1x03 (2013)
- Miss Marple (Agatha Christie's Marple) - serie TV, episodio 6x03 (2013)
- L'ispettore Barnaby (Midsomer Murders) - serie TV, episodio 16x05 (2014)
- Il Trono di Spade (Game of Thrones) - serie TV, episodio 5x08 (2015)
- Vinyl - serie TV, 10 episodi (2016)
- Gråzon - serie TV, 10 episodi (2018)
- Oxen - serie TV, 4 episodi (2023)
- Dark Horse - serie TV, 6 episodi (2024)

### Doppiatrice
- Twilight of the Gods - serie animata, 8 episodi (2024)

## Riconoscimenti
- Premio Bodil
  - 2015 – Candidatura alla migliore attrice non protagonista per En du elsker[17]
- Premio Robert
  - 2010 – Candidatura alla migliore attrice protagonista per Das Ende der Welt[10]
  - 2013 – Candidatura alla migliore attrice protagonista per Marie Krøyer[10]
  - 2014 – Candidatura alla migliore attrice protagonista televisiva per Borgen - Il potere[18]